# Сіпіо (Юта)
Сіпіо (англ. Scipio) — місто (англ. town) в США, в окрузі Міллард штату Юта. Населення — 353 особи (2020).

## Географія
Сіпіо розташоване за координатами 39°14′53″ пн. ш. 112°6′16″ зх. д. / 39.24806° пн. ш. 112.10444° зх. д. (39.247974, -112.104519).  За даними Бюро перепису населення США в 2010 році місто мало площу 2,41 км², уся площа — суходіл. В 2017 році площа становила 2,70 км², уся площа — суходіл.

## Демографія
Згідно з переписом 2010 року, у місті мешкало 327 осіб у 120 домогосподарствах у складі 95 родин. Густота населення становила 136 осіб/км².  Було 156 помешкань (65/км²).
Расовий склад населення:
| - 98,5 % — білих |

До двох чи більше рас належало 1,2 %. Частка іспаномовних становила 1,2 % від усіх жителів.
За віковим діапазоном населення розподілялося таким чином: 29,4 % — особи молодші 18 років, 48,0 % — особи у віці 18—64 років, 22,6 % — особи у віці 65 років та старші. Медіана віку мешканця становила 34,6 року. На 100 осіб жіночої статі у місті припадало 84,7 чоловіків;  на 100 жінок у віці від 18 років та старших — 97,4 чоловіків також старших 18 років.
Середній дохід на одне домашнє господарство  становив 65 062 долари США (медіана — 60 000), а середній дохід на одну сім'ю — 78 353 долари (медіана — 74 519). Медіана доходів становила 54 779 доларів для чоловіків та 39 750 доларів для жінок. За межею бідності перебувало 3,2 % осіб, у тому числі 0,0 % дітей у віці до 18 років та 6,5 % осіб у віці 65 років та старших.
Цивільне працевлаштоване населення становило 193 особи. Основні галузі зайнятості: роздрібна торгівля — 24,4 %, сільське господарство, лісництво, риболовля — 21,2 %, публічна адміністрація — 13,0 %, освіта, охорона здоров'я та соціальна допомога — 10,4 %.